# Оннен (Нідерланди)
Оннен (нід. Onnen) — село в нідерландській провінції Гронінген. Входить до муніципалітету Гронінген.
Його площа становить 13,01км², а населення станом на 2021 рік складало 705 осіб.
Перша згадка про населений пункт датується 1323 роком.

## Галерея

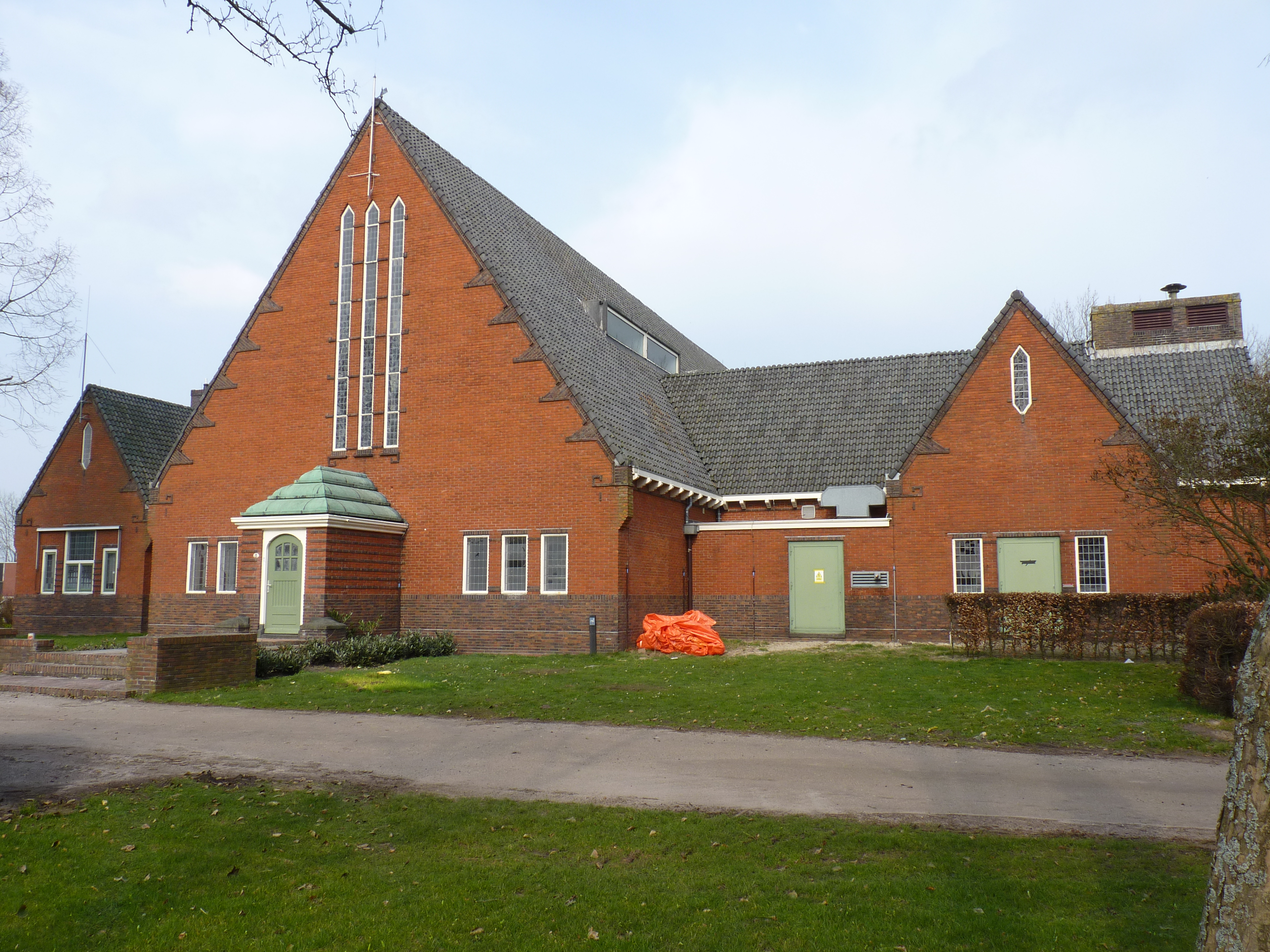
Насосна станція
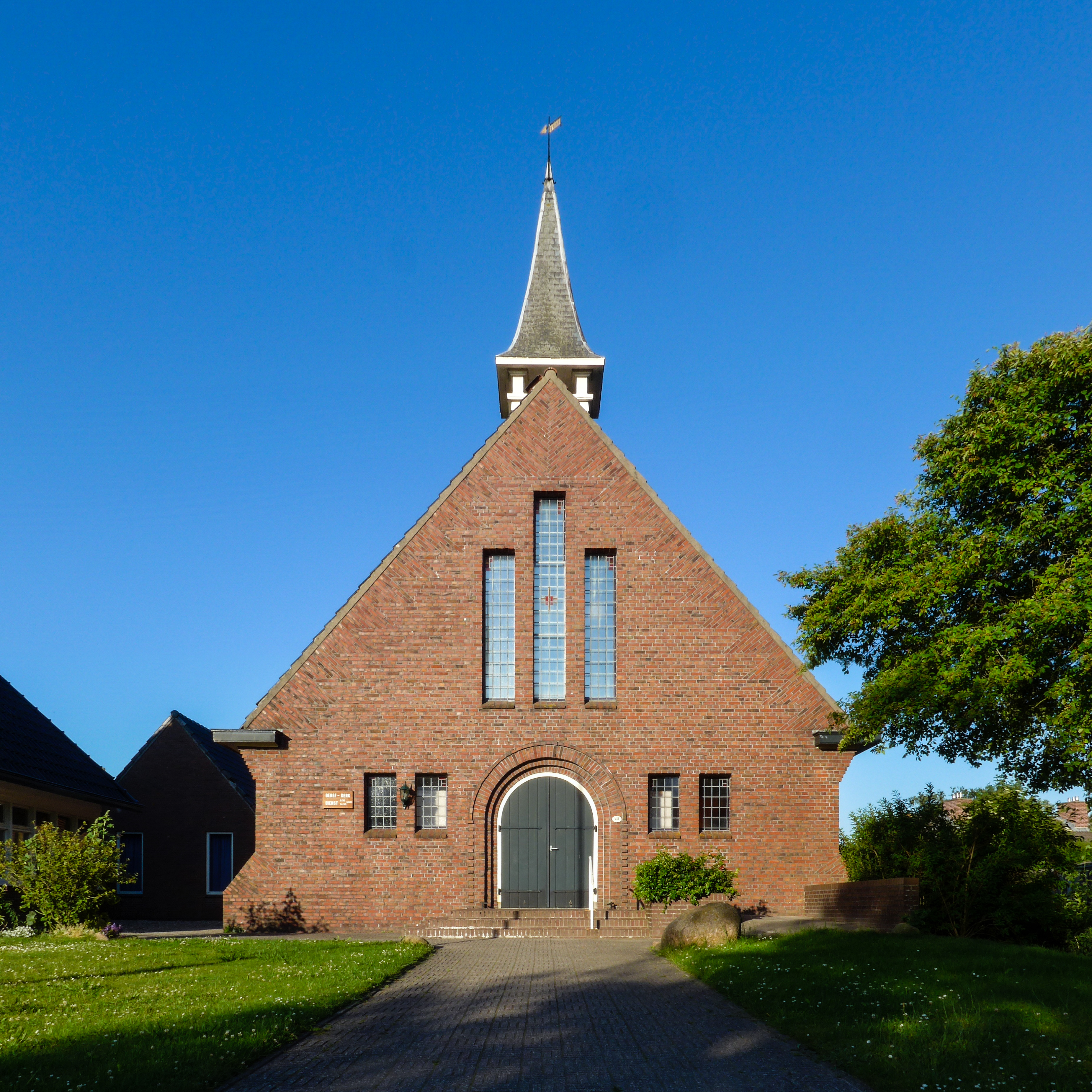
Реформистська церква
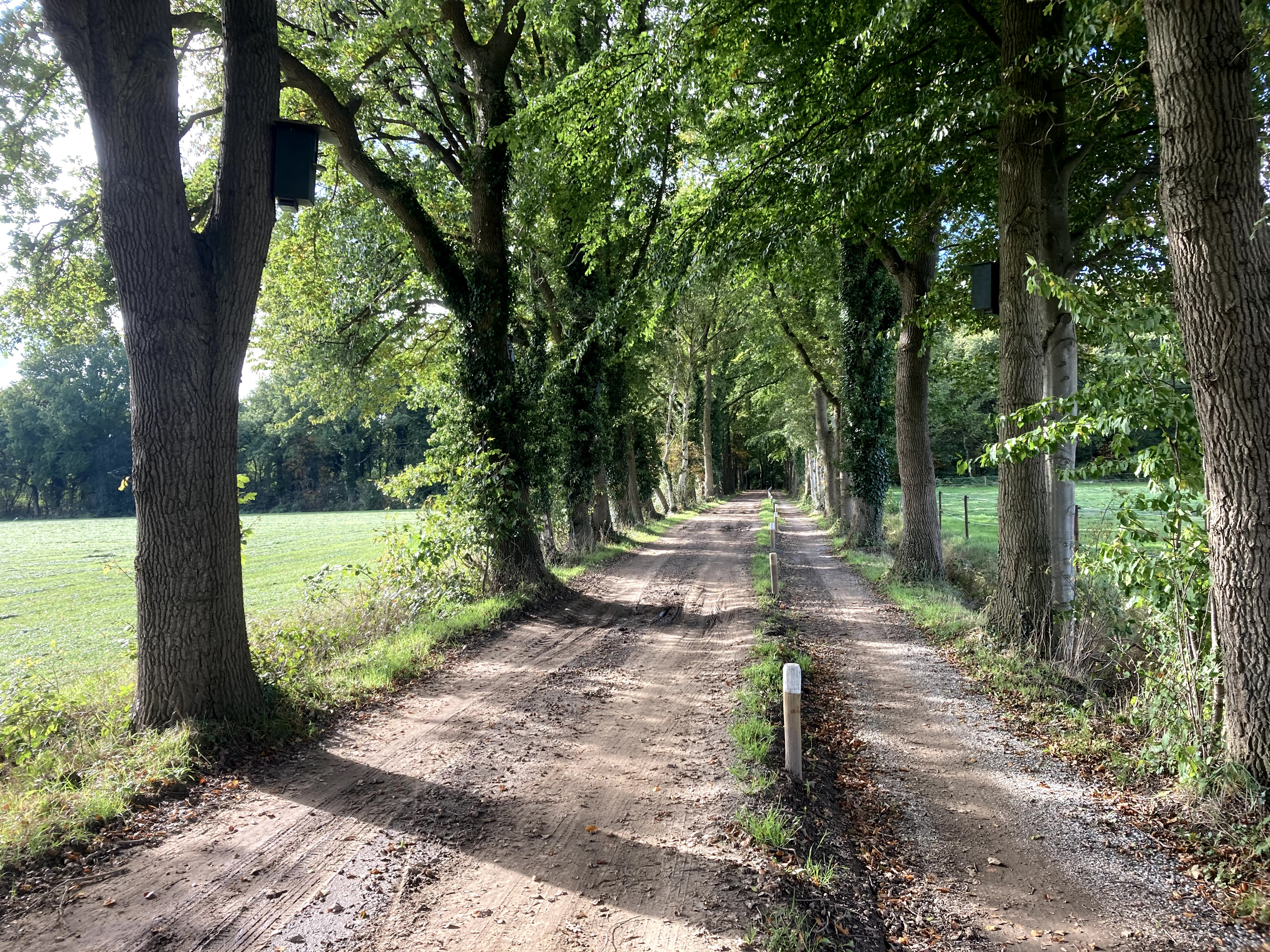
Ґрунтова дорога
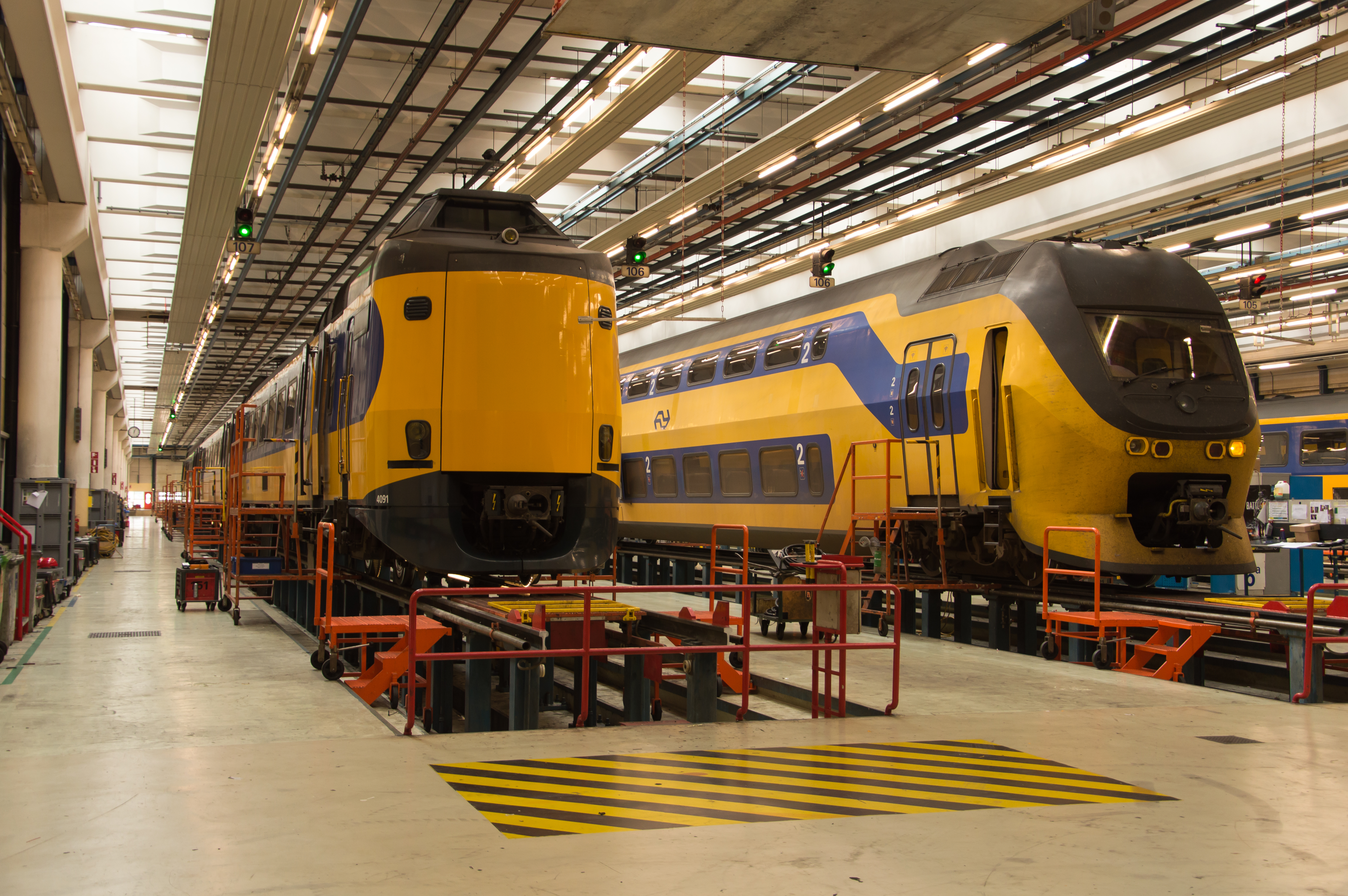
Залізничне депо